# Stoner Periodontic & Implant Specialists
Stoner Periodontic & Implant Specialists é um grupo de prática periodontal com várias localizações e sede nos EUA, conhecido por oferecer serviços avançados de periodontologia e implantes dentários.

## História
Com sede em Columbus, Ohio, a Stoner Periodontic & Implants Specialists foi estabelecida em 2002 em Dublin, Ohio, por Jason C. Stoner, que para além de possuir o grau de Doutor em Cirurgia Dentária e de Mestre em Ciências, é um Periodontologista e Implantologista Certificado pelo Conselho.
Em 2005, o Dr. Stoner abriu uma filial adicional em New Albany, Ohio. Em 2017, ele expandiu-se para a sua terceira localização com uma filial em Chillicothe, Ohio.
O grupo tem outros dois especialistas em periodontologia, Maria C. Ferriol, e Michael K. Kreitzer, ambos detentores do Doutoramento em Medicina Dentária e Periodontologistas Certificados pelo Conselho.

## Serviços
A Stoner Periodontic & Implant Specialists oferece serviços odontológicos gerais e cosméticos, incluindo Implantes Dentários ,
Próteses Dentárias Suportadas por Implantes, Tratamentos de Recessão Gengival, Aprimoramentos de Sorriso, Terapia Gengival a Laser,
Tratamentos à Disfunção Temporomandibular e muito mais.
As práticas utilizam tecnologia de ponta, procedimentos de última geração e prática tradicional no tratamento de pacientes com necessidades periodontais avançadas.